# Proprietà periodica
In chimica si definiscono proprietà periodiche degli elementi quelle grandezze caratteristiche di ogni atomo i cui valori variano in maniera regolare, periodica appunto, lungo i periodi e i gruppi della tavola periodica. Si possono annoverare tra le proprietà periodiche le seguenti grandezze:
- Energia di ionizzazione
- Affinità elettronica
- Raggio atomico
- Raggio ionico
- Elettronegatività
- Polarizzabilità
- Volume molare

Così come la periodicità nelle caratteristiche chimiche, anche quella delle grandezze elencate qui sopra può essere interpretata con successo facendo uso dell'approssimazione orbitalica.